# 范镇 (瑞昌市)
范镇，是中华人民共和国江西省九江市瑞昌市下辖的一个乡镇级行政单位。

## 行政区划
范镇下辖以下地区：
范家铺社区、范正村、陡岗村、八都村、源源村、长春村、良田村、北溪村、东山村、红岗村、高泉村、上源村、中源村和开源村。